# Very Cavallari!
Very Cavallari! é um reality show estadunidense do canal E! Entertainment Television que documenta a vida de Kristin Cavallari conhecida por protagonizar o realities "The Hills" e Laguna Beach: The Real Orange County

## Sinopse
Com sua nova casa de Nashville como pano de fundo, os fãs de "Laguna Beach" e "The Hills" terão uma visão exclusiva da vida de Kristin como chefe, empresária, esposa, mãe e amiga. Veja Kristin se esforçar como chefe de uma marca nova e em expansão enquanto luta contra a pressão para ter sucesso. Ela será desafiada a fazer malabarismos com sua equipe de funcionários obstinados, dando tempo para seu marido, o recém-aposentado jogador de futebol Jay Cutler e também sendo mães de três crianças Camden, Jaxon e a pequena Saylor.
Esta temporada de "Very Cavallari" seguirá Kristin quando ela abrir a flagship store e a sede em Nashville de sua marca de moda e estilo de vida Uncommon James, que cresce rapidamente. No entanto, com seus funcionários entrando e saindo de casa e tendo problemas com os nervos de Jay, Kristin está mudando seus negócios e seus funcionários para fora de sua casa e para um espaço novo e chique.
A equipe principal contratada por Kristin para apoiá-la na construção de seu negócio é a diretora de mídia social, Shannon, que nunca tem vergonha de falar o que pensa; Brittainy, um workaholic tipo A contratado para gerenciar a loja Uncommon James; e a assistente de escritório, Reagan, que às vezes pode ser esquecida, mas significa bem e anima seu local de trabalho com seu senso de humor exagerado. Com todos trabalhando juntos no novo espaço e algumas novas contratações entrando na equipe, as personalidades começam a colidir, os relacionamentos se entrelaçam, os argumentos entram em erupção e os triângulos amorosos começam a se formar.

## Elenco original
- Kristin Cavallari
- Jay Cutler